# آلته شونتین
آلته شونتین (به آلمانی: Alte Schwentine) یک رود در آلمان است که در شلسویگ-هولشتاین واقع شده‌است.